# Rhinosciurus laticaudatus
Rhinosciurus laticaudatus es una especie de roedor de la familia Sciuridae.

## Distribución geográfica
Es endémica de la península de Malaca, Sumatra y Borneo (Brunéi, Indonesia, Malasia, Singapur, y, posiblemente, extremo sur de Tailandia).